# Arcieparchia di Baniyas
L'arcieparchia di Baniyas (in latino Archieparchia Caesariensis o Paneadensis) è una sede della Chiesa cattolica greco-melchita in Libano suffraganea dell'arcieparchia di Tiro. Nel 2022 contava 3.500 battezzati. È retta dall'arcieparca Georges Nicolas Haddad, S.M.S.P.

## Territorio
L'arcieparchia comprende la parte sud-orientale del Libano.
Sede arcieparchiale è la città di Marjayoun, dove si trova la cattedrale di San Pietro, costruita nel 1892 e restaurata nel 1968 dopo un incendio.
Il territorio è suddiviso in 12 parrocchie.

## Storia
Antica sede risalente al IV secolo, fu restaurata il 25 febbraio 1886.
Il 18 novembre 1964 è stata elevata al rango di arcieparchia.

## Cronotassi dei vescovi
Si omettono i periodi di sede vacante non superiori ai 2 anni o non storicamente accertati.
- Basile Finan † (1724 - 1752)
- Maximos Sallal El Fakhoury † (1759 - 1768)
  - Sede soppressa (1768-1886)
- Barakat Geraigiry † (22 febbraio 1886 - 24 marzo 1898 confermato patriarca di Antiochia dei Melchiti)
  - Sede soppressa (1898-1901)
- Clément Malouf, B.S. † (24 novembre 1901 - 18 luglio 1941 deceduto)
- Isidore Fattal † (20 giugno 1943 - 13 agosto 1943 nominato arcieparca di Aleppo)
- Leontios Kilzi, B.A. † (10 luglio 1944 - 11 agosto 1951 dimesso[1])
- Athanase Ach-Chaer, B.C. † (28 luglio 1951 - 2 novembre 1984 ritirato)
- Nicolas Hajj, S.D.S. † (3 novembre 1984 - 18 settembre 1985 ritirato)
  - Sede vacante (1985-1989)
- Antoine Hayek, B.C. † (19 luglio 1989 - 17 ottobre 2006 ritirato)
- Georges Nicolas Haddad, S.M.S.P., dal 17 ottobre 2006

## Statistiche
L'arcieparchia nel 2022 contava 3.500 battezzati.
| anno | popolazione | popolazione | popolazione | presbiteri | presbiteri | presbiteri | presbiteri                | diaconi | religiosi | religiosi | parrocchie |
| anno | battezzati  | totale      | %           | numero     | secolari   | regolari   | battezzati per presbitero | diaconi | uomini    | donne     | parrocchie |
| ---- | ----------- | ----------- | ----------- | ---------- | ---------- | ---------- | ------------------------- | ------- | --------- | --------- | ---------- |
| 1950 | 4.000       | 32.000      | 12,5        | 11         | 9          | 2          | 363                       |         |           | 5         | 15         |
| 1959 | 4.036       | 65.000      | 6,2         | 11         | 8          | 3          | 366                       |         | 3         | 9         | 17         |
| 1970 | 10.000      | 92.000      | 10,9        | 9          | 5          | 4          | 1.111                     |         | 4         | 12        | 12         |
| 1980 | 2.030       | ?           | ?           | 2          | 2          |            | 1.015                     |         |           | 5         | 14         |
| 1990 | 12.000      | ?           | ?           | 3          | 3          |            | 4.000                     |         |           |           | 6          |
| 1999 | 3.300       | ?           | ?           | 2          | 2          |            | 1.650                     |         |           | 9         | 18         |
| 2000 | 3.000       | ?           | ?           | 2          | 2          |            | 1.500                     |         |           | 9         | 18         |
| 2001 | 1.050       | ?           | ?           | 2          | 2          |            | 525                       |         |           | 9         | 11         |
| 2002 | 1.300       | ?           | ?           | 3          | 3          |            | 433                       |         |           | 10        | 11         |
| 2003 | 1.300       | ?           | ?           | 3          | 3          |            | 433                       |         |           | 10        | 11         |
| 2004 | 1.300       | ?           | ?           | 2          | 2          |            | 650                       |         | 1         | 9         | 14         |
| 2006 | 1.300       | ?           | ?           | 2          | 2          |            | 650                       |         | 2         | 10        | 11         |
| 2009 | 2.500       | ?           | ?           | 5          | 3          | 2          | 500                       |         | 3         | 8         | 11         |
| 2012 | 2.500       | ?           | ?           | 17         | 15         | 2          | 147                       |         | 2         | 8         | 11         |
| 2015 | 2.575       | ?           | ?           | 18         | 16         | 2          | 143                       |         | 2         | 12        | 11         |
| 2018 | 2.575       | ?           | ?           | 24         | 22         | 2          | 107                       |         | 2         | 7         | 18         |
| 2020 | 3.500       | ?           | ?           | 18         | 16         | 2          | 194                       |         | 3         | 6         | 12         |
| 2022 | 3.500       | ?           | ?           | 19         | 17         | 2          | 184                       | 1       | 3         | 4         | 12         |